# 河渡城
河渡城（ごうどじょう）は、美濃国方県郡河渡村（岐阜県岐阜市河渡）にあった、戦国・安土桃山時代の日本の城（平城）。

## 概要
長良川と根尾川の支流の合流地点である、中山道の河渡の渡しの北西に位置した。城の西側には夕部ヶ池が広がり、南側の堀切を通じて長良川に注いでいた。
『美濃明細記』によれば、築城者は奥州から来た井戸十郎で、稲葉良通に追われ、一鉄は嫡子の稲葉貞通を住まわせたとされる。河渡城主は天正8年（1580年）8月、織田信長に武田信玄との内通を疑われて所領を没収された安藤守就の嫡男の安藤定治だったとする説もある。
『美濃国諸旧記』には、永長年間（1096年12月～1097年11月）に、源義家の甥の、美濃四郎源義仲がこの地に住んだとされる。承久3年（1221年）の承久の乱に置いては、尾張川（木曽川）の大井戸渡しで敗れた後鳥羽上皇軍の、近江国佐々木氏の一族の鏡久綱が、この地に引いて戦ったとされる。古来からの要衝の地であったことを窺わせる。